# Paolo da Pergola
Paolo da Pergola (auch: Paolo della Pergola, Paul of Pergula, Paul of Pergola, Paulus Pergulensis, Pergolensis, Paulus de Pergula; † 1455 in Venedig) war ein italienischer Humanist, Philosoph, Mathematiker und Logiker und ein Schüler von Paulus Venetus. Er unterrichtete an der Scuola di Rialto von 1421 bis 1454 und war Lehrer und Freund des Glasherstellers Antonio Barovier.
Sein Hauptwerk war De sensu composito et diviso (1494). Es enthält eine Arbeit von William Heytesbury.

## Werke
- Compendium logicae (1481, Erhard Ratdolt (Hrsg.) ), 
Compendium logicae; De sensu composito et diviso (Venedig 1498), 
Logica Magistri Pauli Pergolensis (1510)
- Tractatus de sensu composito et diviso
- Dubia (1477)[2]